# Frederica
Frederica és un poble dels Estats Units a l'estat de Delaware. Segons el cens del 2000 tenia 648 habitants.

## Demografia
Segons el cens del 2000, Frederica tenia 648 habitants, 246 habitatges, i 168 famílies. La densitat de població era de 297,9 habitants/km².
Dels 246 habitatges en un 32,9% hi vivien nens de menys de 18 anys, en un 43,9% hi vivien parelles casades, en un 17,5% dones solteres, i en un 31,7% no eren unitats familiars. En el 26% dels habitatges hi vivien persones soles el 13,4% de les quals corresponia a persones de 65 anys o més que vivien soles. El nombre mitjà de persones vivint en cada habitatge era de 2,63 i el nombre mitjà de persones que vivien en cada família era de 3,17.
Per edats la població es repartia de la següent manera: un 29,5% tenia menys de 18 anys, un 6,9% entre 18 i 24, un 32,1% entre 25 i 44, un 18,2% de 45 a 60 i un 13,3% 65 anys o més.
L'edat mediana era de 35 anys. Per cada 100 dones de 18 o més anys hi havia 89,6 homes.
La renda mediana per habitatge era de 30.781 $ i la renda mediana per família de 41.389 $. Els homes tenien una renda mediana de 24.688 $ mentre que les dones 22.222 $. La renda per capita de la població era de 14.118 $. Aproximadament el 12% de les famílies i el 16,4% de la població estaven per davall del llindar de pobresa.

## Poblacions més properes
El següent diagrama mostra les poblacions més properes.